# 함인수
함인수(咸麟壽, ? ~ 1592년)는 순왜이다.
회령 출신이라 하나 상세한 출신은 전해지지 않는다. 정유재란 때 국경인을 도와 임해군, 순화군 일행을 붙잡아 가토 기요마사에 넘기고 투항했다. 이후 함경도 회령을 통치하면서 각종 만행을 자행하였다. 조선군에 사로 잡혀 1592년에 죽었다.

## 같이 보기
- 항왜
- 김수량
- 이언우
- 정석수